# Кючюкчекмедже
Кючюкчекмедже (тур. Küçükçekmece) — район провинции Стамбул (Турция), часть города Стамбул. Месторасположение Центра ядерных исследований и обучения «Чекмедже».
В районе озера Кючюкчекмедже планируется построить судоходный Стамбульский канал шириной 150 м, который соединит Мраморное и Чёрное моря. По нему будет проходить основная масса перевозящих нефть танкеров.

## История
Прежде Кючюкчекмедже отождествлялся с городом Ригий (др.-греч. Ρήγιον, лат. Rhegium).
В 2007 году в районе города Кючюкчекмедже под руинами античного греческого города Батонея (Батония, др.-греч. Βαθονεία, лат. Bathonea) было найдено хеттское поселение XVIII—XV вв. до н. э. (а возможно, и 3-го тысячелетия до н. э.). Среди находок были остатки кораблей, осколки керамики. Особо следует выделить статуэтки богов, выполненные из железа (ближневосточного типа).
При раскопках в Батонее найдено поселение викингов, которое датируется периодом между IX и XI веками.

## Население
| Год  | Численность населения (тыс.) |
| ---- | ---------------------------- |
| 1935 | 1,806                        |
| 1940 | 2,280                        |
| 1945 | 2,487                        |
| 1950 | 3,097                        |
| 1955 | 6,871                        |
| 1960 | 16,544                       |
| 1965 | 37,003                       |
| 1970 | 74,769                       |
| 1975 | 119,293                      |
| 1980 | 182,715                      |
| 1985 | 338,778                      |
| 1990 | 479,419                      |
| 1997 | 460,388                      |
| 2000 | 589,139                      |
| 2007 | 785,392                      |
| 2009 | 674,795                      |
| 2012 | 900,000                      |

Согласно переписи, проведенной 22 октября 2000 года население района составляет 589 139 жит. Рост населения составляет 0,66 %. Уровень грамотности — ок. 80 %.
В 1990 году население составляло около 500 тыс. жит.

## Спорт
На территории района расположен Олимпийский стадион имени Ататюрка.